# 슈테판 라이나르츠
슈테판 라이나르츠 (Stefan Reinartz, 1989년 1월 1일 엥겔스키르헨 ~)는 독일의 축구 선수로, 수비수으로 활약하며, 현재 독일 분데스리가의 클럽 아인트라흐트 프랑크푸르트 소속이다.

## 클럽 경력
레이나르츠는 바이어 04 레버쿠젠소속으로 2008년 프로계약을 하였으나 08-09 시즌, 한 경기도 출장하지 않았다. 2009년 2월 9일, 그는 프로 데뷔를 당시 2부리그에 있던 1. FC 뉘른베르크에 임대가서 1. FC 카이저슬라우테른전에서 선발로 하였다.
뉘른베르크에서 돌아온 레이나르츠는, 2009년 7월 31일 레버쿠젠의 SV 바벨스베르크와의 DFB-포칼 경기에서 공식 데뷔하였다. 2009-10 시즌 동안, 그는 홀딩미드필더 주전직을 굳혔고, 11월 6일 아인트라흐트 프랑크푸르트전에서 시니어 팀 데뷔골을 넣었다. 팀은 4-0으로 대승하였다.

## 국가대표 경력
레이나르츠는 U-17부터 독일 국가대표팀에 뛰었다. 2006년 U-17 유럽 선수권 예선전에서 팀은 토너먼트 4위를 하였다. 크리스토퍼 쇼르흐에 짧은 기간 동안 주전직을 빼앗긴 뒤, U-19 대표팀에 다시 등장하였다. 그는 모든 2008 U-21 유럽선수권 대회 경기에서 주전으로 나왔고, 팀은 우승하였다. 그의 팀은 2011 U-21 유럽선수권 본선 진출을 노리는 중이다.